# Dion Fortune
Dion Fortune, pseudonimo di Violet Mary Firth (Llandudno, 6 dicembre 1890 – Londra, 8 gennaio 1946), è stata una psicologa, scrittrice ed esoterista britannica.

## Biografia
Il padre era procuratore legale e la madre affermava di avere poteri di guaritrice ed entrambi erano praticanti del cristianesimo scientista. La famiglia era imparentata con i famosi magnati dell'acciaio.
Nel 1907 entrò nella Società teosofica, che lasciò quando Annie Besant volle imporre ai suoi membri Jiddu Krishnamurti come il Maestro del Mondo. Dion Fortune rimproverava alla Società teosofica, sotto la nuova direzione di Besant, di tralasciare Gesù Cristo e il Cristianesimo per promuovere Maitreya e il Buddhismo, e chiedeva un ritorno della società alle concezioni originali di Mme Blavatsky.
Ha studiato psicologia e psicoanalisi con John Flügel all'Università di Londra, per poi esercitare in una clinica londinese a Brunswick Square, sotto la supervisione della London School of Medicine for Women: a ventitré anni era una delle psicoanaliste meglio pagate di Londra.
Nel 1919 entrò nella Golden Dawn e assunse il nome "Deo non Fortuna" («per Dio, non per Fortuna»), dal quale derivò il suo nome di penna Dion Fortune. Ne fu espulsa nel 1924 con l'accusa di avere rivelato i segreti dell'ordine nel suo libro The Esoteric Philosophy of Love and Marriage (Filosofia esoterica dell'amore e del matrimonio).
Durante questo periodo, i suoi biografi raccontano che Dion Fortune avrebbe avuto un'esperienza sgradevole con Moina Bergson Mathers, sorella di Henri Bergson e moglie di Samuel Liddell MacGregor Mathers, al quale era succeduta dopo la sua morte come capo della Golden Dawn, che avrebbe cercato di controllarla con la magia, provocandole una serie di disturbi psichici dai quali ella in seguito imparò a difendersi. Dion entrò in rovente polemica con Moina, accusandola di voler controllare la mente di tutti e, soprattutto, di essere responsabile - per mezzo di incantesimi e magie - della morte di una loro adepta, Netta Fornario. Accusa che non poté essere provata.

In seguito a questa esperienza scrisse Psychic Self-Defense (in italiano: Come difendersi dagli influssi negativi).
Dopo aver lasciato la Golden Dawn fondò a Glastonbury la Community of the Inner Light, che in seguito trasferì a Londra.
Dion Fortune era un medium, e diceva di ricevere rivelazioni da diversi "maestri ascesi": Melchisedec, Socrate, Lord E. (Erskine o Eldon, entrambi uomini politici britannici vissuti un secolo prima) e David Carstairs, un giovane ufficiale che sarebbe caduto nella prima guerra mondiale a Ypres (ma non vi è alcun riscontro storico di un caduto a Ypres con questo nome).
Il suo libro più noto è La Cabala Mistica, nel quale descrive un sistema psicologico fondato sull'albero della Vita ebraico con influssi cristiani.
Nel 1927 sposò Thomas Penry Evans, un medico gallese come lei, che esercitava a Londra e aveva comuni interessi esoterici, insieme acquistarono una grande casa nel quartiere di Bayswater. Il matrimonio finì nel 1939, quando egli chiese ed ottenne il divorzio per poi sposarsi con un'altra donna, la dottoressa Anne Mower White, stabilendosi ad Amersham, nel Buckinghamshire, dove lavorò come medico, soprattutto con i bambini svantaggiati.
Morì di leucemia a Londra nel 1946.
Dion Fortune fu forse la prima scrittrice di magia cerimoniale e di ermetismo.

## Opere tradotte in italiano

### Saggistica
- Psychic Self-Defense, 1930 (Come difendersi dagli influssi negativi, trad. di Giancarlo Tarozzi, SIAD, Milano 1978; Armenia, Milano, 1999)
- Through the Gates of Death, 1932 (Attraverso i cancelli della morte, trad. di Augusta Coffa e Luciano Pirrotta, Atanòr, Roma, 1988; Il libro dei morti, Venexia, Roma, 2009)
- Avalon of the Heart, 1934 (Avalon. La via segreta al sogno arturiano, trad. di Alessandro Zabini, Tre Editori, Roma 1996)
- The Mystical Qabalah, 1935 (La cabala mistica, trad. di Paolo Valli, Astrolabio Ubaldini, Roma 1973)
- The Cosmic Doctrine, 1949 (La dottrina cosmica, Armenia, Milano, 2001)
- Applied Magic, 1962, postumo (Magia applicata, traduzione di Antonio Ghirardelli Mondadori, Milano, 1989; trad. di Bianca Ferri, Venexia, Roma, 2004)
- The Magical Battle of Britain, 1993, postumo (La battaglia magica d'Inghilterra, introduzione e commento di Gareth Knight; trad. di Gloria Barberi, Tre Editori, Roma, 2000)
- Principles of esoteric healing, 2000, postumo (Guarigione esoterica, trad. di Francesca Arrigoni. Venexia, Roma, 2014)
- Occultismo sano, Anguana edizioni, Sossano (Vi), 2019

### Narrativa
- The Secrets of Dr. Taverner, 1926 (I segreti di Taverner, dottore dell'occulto, trad. di Tamara Topini. Venexia, Roma, 2003)
- The Demon Lover, 1927 (Il demone amante, Venexia, Roma, 2011)
- The Goat-Foot God, 1936 (Il dio dal piede caprino, trad. di Tamara Topini, Venexia, Roma, 2001)
- The Sea Priestess, 1938 (La sacerdotessa del mare, trad. di F. Ventura, Venexia, Roma, 2002)
- Moon Magic 1956, postumo (La magia della luna, trad. di Tamara Topini, Venexia, Roma, 2007)